# Connelles
Connelles település Franciaországban, Eure megyében. Lakosainak száma 172 fő (2022. január 1.). Connelles Daubeuf-près-Vatteville, Herqueville, Vatteville és Porte-de-Seine községekkel határos.

## Népesség
A település népességének változása:
| Lakosok száma | 104  | 139  | 154  | 201  | 196  | 196  | 189  | 180  | 177  | 172  |
|               | 1968 | 1982 | 1990 | 2006 | 2013 | 2015 | 2017 | 2019 | 2020 | 2022 |